# ژان روئو
ژان روئو (به فرانسوی: Jean Rouaud) (زادهٔ ۱۳ دسامبر ۱۹۵۲) نویسنده قرن بیستم میلادی اهل فرانسه است.